# Go Get It
Go Get It è un singolo del rapper statunitense T.I., pubblicato nel 2012 ed estratto dall'album Trouble Man: Heavy Is the Head.

## Tracce
- Download digitale

1. Go Get It – 3:37